# Karl Zéro
Pour les articles homonymes, voir Zéro (homonymie) et Tellenne.
Marc Tellenne, dit Karl Zéro, né le 6 août 1961 à Aix-les-Bains (Savoie), est un animateur de télévision français, également écrivain, réalisateur, chanteur et acteur.

## Biographie

### Famille, enfance et études
Marc Tellenne naît à Aix-les-Bains. Il est le fils de Guy Tellenne (1909-1993), ancien élève de l'École normale supérieure (promotion 1929 Lettres), agrégé des lettres (1933), poète, haut fonctionnaire au ministère de la Culture et sous-directeur de l'Institut français d'Athènes, et d’Henriette-Annick Lemoine, animatrice à KTO sous son nom d'épouse, Annick Tellenne, et auteur de Le goût de vivre : la recette du bonheur, édité par Ramsay,. Il est le cadet d'une famille de quatre frères, dont Basile de Koch, né en 1951, et le poète et romancier Éric Tellenne, né en 1953.
Élève à l'établissement La Rochefoucauld à Paris, durant son adolescence, il connaît une période punk ; c'est à cette époque qu'il adopte le pseudonyme de Karl Zéro, « pour être en phase avec le nihilisme ambiant ».
Très jeune, il se met à dévorer la collection complète des vieux Paris-Match des années 1950-1960 de ses grands-parents, à la consternation de son père, et avouera plus tard que ces lectures ont inspiré son envie de devenir journaliste. « De toute façon, j'étais prédestiné à devenir une sorte de journaliste : j'étais nul en tout à l'école, sauf pour faire marrer les copains et provoquer des émeutes dans la cour. Un gonzo, en un mot. Enfin soyons justes, j'étais doué en français et en histoire, surtout immédiate, mais c'était grâce à Match ».
Karl Zéro est marié à Anne-Laure Chaptel, alias Daisy d'Errata, avec qui il a trois enfants, Anaïs, Gabin et Vincent,.

### Carrière professionnelle

#### Débuts
Karl Zéro publie, sous son pseudonyme, un comics intitulé Tintin est-il juif, dont l'antisémitisme est burlesque, voire absurde (fanzine Jalons, 1980). Les Cahiers de bédésup la re-publient dans un numéro spécial Tintin & les antifachos, consacré aux récurrentes polémiques sur la vie d'Hergé et sur les thèmes politiques et sociaux sous-jacents de ses albums.

#### Journalisme gonzo
La première publication reconnue par Karl Zéro lui-même est une bande dessinée intitulée Les aventures d'Edmond dans le fanzine Jalons, au début des années 1980.
Il rejoint ensuite les rédactions de Métal Hurlant, Charlie Hebdo, Zoulou et L'Écho des savanes comme dessinateur-scénariste. Parallèlement, le « jeune homme moderne » féru de culture underground entre en 1981 à Actuel comme journaliste spécialisé dans les interviews de stars et rejoint l’équipe naissante de Radio Nova, aux côtés de celle qui deviendra son épouse et sa future coréalisatrice Daisy d'Errata. Ils y présentent jusqu'en 1986 différents shows radiophoniques de parodies et de détournements, puis Karl s'oriente vers le Gonzo déjanté en signant des enquêtes inattendues (« Le vrai Q.I des rockers français », « Les Curriculums d'échecs des Politiques »...) pour Actuel.
Il continue de participer également aux activités de Jalons, nom d'un groupe de pasticheurs, dont son frère Basile de Koch est l'un des principaux animateurs : avec celui-ci, Karl Zéro contribue à la rédaction de diverses parodies de quotidiens et hebdomadaires, comme Le Monstre (Le Monde), L'Aberration (Libération) ou Franche-Démence (France-Dimanche). Il rejoint ensuite l’équipe de Globe et de Lui où ses talents d’intervieweur lui valent d’être remarqué.
En 1986, il est engagé par Europe 1 pour animer Géant Gratuit aux côtés de Doug Headline (le fils de Jean-Patrick Manchette). À la suite d'une plaisanterie sur la sexualité de Jacques Chirac, ils sont remerciés au bout de quatre mois. Karl part pour TF1 tandis que Doug se consacre au cinéma. Sur TF1, l’émission Pirates associant Karl et Jean-Yves Lafesse n’aura qu’un numéro en septembre 1987. Là encore, la direction juge l’humour de Karl « déplacé » et le remercie.

#### Nulle Part Ailleurs

Logo de la séquence Karl Zéro dans Nulle part ailleurs.

En 1988, Alain de Greef propose à Karl Zéro d’intégrer l’équipe naissante de Nulle part ailleurs sur Canal+ aux côtés d’Antoine de Caunes. Pour ses sketchs où il met en scène les hommes politiques, il utilise les trucages vidéo (le Flame). Ainsi Valéry Giscard d'Estaing présente ses vœux à la France tandis que son épouse brûle à ses côtés. Il popularise également les interviews truquées grâce au « Pipo Bimbo ».
En 1990-91, il anime une émission de radio sur RFM avec Antoine de Caunes et Albert Algoud, Babebibobu.
Dès le 3 janvier 1994, il propose le journal télévisé parodique Zérorama, « les actualités parlantes en télévision au service du réarmement moral », dans Nulle part ailleurs sur Canal+. Il y utilise une présentation et un ton inspirés des actualités cinématographiques sous le régime de Vichy dans le but de satiriser le gouvernement d’Édouard Balladur et les médias qui le soutiennent.

#### Le Vrai Journal
De septembre 1996 à mai 2006, Karl Zéro présente le dimanche à 12 h 30 sur Canal+ l'émission Le Vrai Journal, un journal télévisé qui veut « dire tout haut » ce que les autres journaux télévisés français « évitent de dire ». Karl Zéro n’est pas journaliste, n’a pas de carte de presse et n'en veut pas. De cette façon, il peut mélanger les genres : reportages journalistiques, réalisés le plus souvent par l’agence CAPA, et sketchs réalisés avec trucages, auxquels participe souvent son épouse Daisy d'Errata qui y présente également une rubrique citoyenne[réf. souhaitée].
Le Vrai Journal a été la matrice de nombreuses émissions d'infodivertissement lancées par la suite (sur Canal+ et ailleurs), comme Le Petit Journal, Yann Barthès reconnaissant volontiers l'influence de Karl Zéro sur son travail, et ce dernier reconnaissant également la filiation de son successeur.
Ses émissions de Canal + sont alors produites par sa société de production, La Société du spectacle, dont il cède 49 % au groupe Endemol, spécialisé dans la télé réalité, avant qu'elle ne soit radiée du registre du commerce en septembre 2010.
Il existe également durant deux ans une version papier de son émission, Le Vrai Papier Journal, lancé par Karl Zéro, qui s'arrête en juin 2002, malgré ses 60 000 lecteurs mensuels et le soutien financier de Rafik Khalifa, qui rachète 10 % du capital de la publication quelques mois avant son dépôt de bilan[réf. nécessaire].

#### L'affaire Alègre

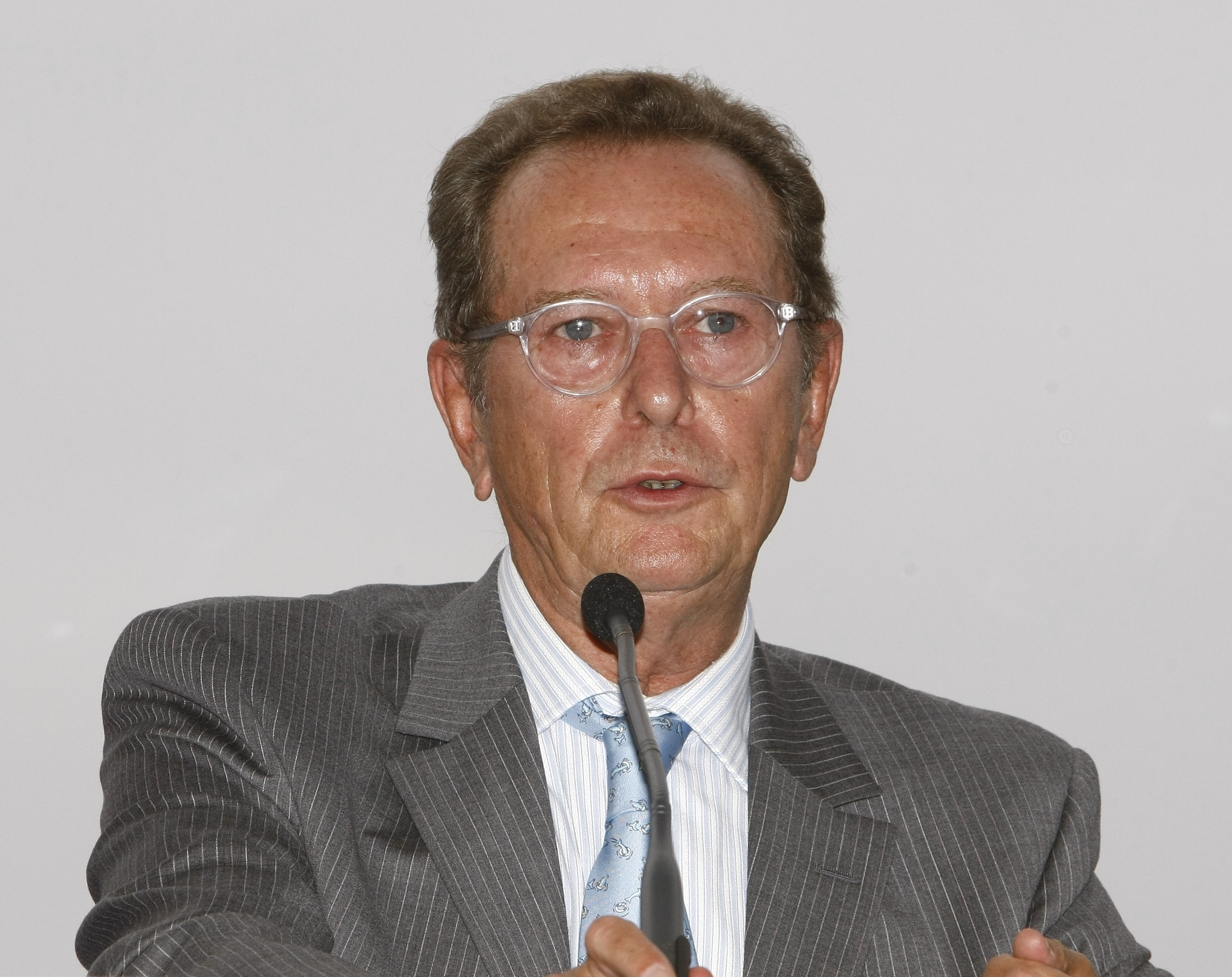
Dominique Baudis

Le 1er juin 2003, Karl Zéro lit dans Le Vrai Journal « avec des airs gourmands » le courrier que lui a adressé de sa prison le tueur en série Patrice Alègre. Celui-ci s'accuse du meurtre d'une prostituée et d'un travesti et affirme que différents notables de Toulouse seraient mêlés à un réseau sado-masochiste, qui aurait couvert des viols, des tortures et des meurtres. Karl Zéro ne donne pas les noms des « notables » mis en cause. Cette lecture intervient peu après le début de « l'emballement médiatique » auquel donne lieu l'affaire Alègre : le 18 mai 2003, Dominique Baudis, ancien maire de Toulouse et président du Conseil supérieur de l'audiovisuel (CSA), révèle sur TF1 qu'il est visé par une campagne de calomnie le désignant comme ayant participé avec Patrice Alègre à des « soirées barbares ». De nombreux articles de presse ont déjà été publiés sur cette affaire. Le 3 juin, le journal Le Monde cite de larges extraits de la lettre d'Alègre et donne les noms des notables : Dominique Baudis et le magistrat Marc Bourragué.
Le 15 juin, Karl Zéro diffuse dans Le Vrai Journal une interview de « Fanny », l'une des deux prostituées à l'origine des « révélations ». Coiffée d'un bandana rouge et portant des lunettes noires pour masquer son visage, elle dénonce les sévices sexuels pratiqués par la bonne société toulousaine. À l'issue du reportage, Karl Zéro précise qu'elle n'a pas été payée. Pourtant, quatre jours auparavant, « Fanny » a acheté un véhicule d'occasion pour 10 700 €. Le paiement a été effectué par un virement bancaire de Michel Malaussena, réalisateur du Vrai Journal. Plus tard, Karl Zéro déclare qu'il s'agissait là d'une avance sur les droits d'auteur d'un livre de Fanny qu'il coédite avec Ramsay. Il enregistre peu après les propos d'une troisième prostituée mêlée à l'affaire, mais cette interview est déprogrammée, à la demande de la direction de Canal+. Le 17 juin, « Patricia », l'autre prostituée, est placée en garde à vue, suspectée d'avoir suscité le témoignage mensonger du travesti « Djamel » qui a appuyé les allégations des deux jeunes femmes en livrant des « révélations » spectaculaires dans une interview donnée à TF1 le 22 mai. Ses fausses accusations lui valent d'être mis en examen et incarcéré dès le 27 mai pour « dénonciation de crime ou délit imaginaire ». « Patricia » est mise en examen le 19 juin pour « complicité de faux témoignage ».
Le 19 juin 2003, Patrice Alègre revient sur ses « aveux » dans une lettre adressée au procureur général. Fin juin, il change d’avocat, choisissant Mes Edouard Martial et Gilbert Collard. Le 3 juillet, Alègre écrit à ses nouveaux avocats que son courrier initial a été négocié avec Karl Zéro contre la promesse du versement de 15 000 € et leur demande de récupérer cette somme auprès de son ex-avocat, Me Laurent Boguet. Entendus par les enquêteurs, Karl Zéro et Me Boguet démentent cette accusation. MM. Bourragué et Baudis déposent plainte contre l'animateur, provoquant fin 2003 l'ouverture par le parquet de Paris d'une information judiciaire pour « sortie illicite de correspondance », « violation du secret de l'instruction » et « violation du secret professionnel ». L'enquête se conclut en mars 2007 par un non-lieu général. Les avocats de MM. Bourragué et Baudis font appel devant la chambre de l'instruction qui fait droit à leur demande. L'animateur est mis en examen le 28 janvier 2009 pour « sortie illicite de correspondance de prison », puis relaxé en novembre 2012.
En 2004, la justice innocente les personnalités mises en cause à Toulouse.
Les deux anciennes prostituées, Christelle Bourre, dite « Patricia », et Florence Khelifi, surnommée « Fanny », sont condamnées par le tribunal correctionnel de Toulouse le 20 juillet 2005, respectivement à trois ans de prison ferme et trois ans de prison dont dix-huit mois avec sursis, pour complicité de « dénonciation de crime ou délit imaginaire » et « témoignage mensonger ».
L’émission Le Vrai Journal est définitivement arrêtée en juin 2006. Libération explique que la décision de mettre fin à l'émission a été prise un an auparavant. Le quotidien estime que « c'est le prix de ses dérives dans l'affaire Alègre que Karl Zéro est en train de payer ». Selon Le Monde, « il fallait surtout apurer les comptes, notamment ceux de l'affaire Alègre ». Le journal du soir qualifie l'intervention de Karl Zéro dans l'affaire Alègre de « gros dérapage ». Karl Zéro le reconnaîtra lui-même : « Bien sûr que j'ai franchi la ligne jaune, mais ai-je été seul à le faire ? ».
En 2005, Canal+ affirme avoir subi de nombreuses pressions du monde politique afin de revenir sur sa décision d’arrêter dès cette année-là Le Vrai Journal. Libération croit en particulier pouvoir citer Laurent Fabius, Nicolas Sarkozy et Dominique Strauss-Kahn. Karl Zéro a confirmé dans l’émission Arrêt sur images avoir reçu le soutien des deux premiers. La fin du Vrai journal est accompagnée du licenciement de Karl Zéro et des 34 salariés de sa société de production.

#### Autres émissions de radio et télévision
En 1999-2000, Europe 1 lui confie un rendez-vous politique quotidien de 12 h 45 à 13 h où il tutoie et désarçonne les politiques.
En septembre 2002, il lance en tant que producteur, avec son associé Michel Malaussena, Le Journal des bonnes nouvelles, d'après une idée originale d'Éric Guillaumond, animé par Victor Robert et Estelle Martin, devenu à partir de mars 2003 Le Contre-journal et diffusé sur Canal+ de 19 h 20 à 19 h 50. Il produit également de la télé-réalité « réelle » avec 60 jours 60 nuits, qui narre les vraies vies croisées de Joey Starr et Francis Lalanne.
En 2004, il présente toujours sur Canal+ le jeu C'est quoi ce jeu ?, produit par Starling avec la fameuse « boîte à baffes ».
De fin août 2016 à juin 2017, il écrit et interprète Si j'étais... chaque matin à 7 h 55 en direct sur France Info en se mettant dans la peau d'un personnage de l'actualité du jour « afin de lui faire dire tout haut ce que jamais il n'oserait dire à la radio ».[réf. nécessaire]
Du 7 janvier 2019 au 6 juillet 2019, il anime sur Europe 1 Karl Zéro et ses tontons flingueurs, un vrai-faux quiz entouré de personnalités. Entre le 7 juillet 2019 et le 25 août 2019, il poursuit sur Europe 1 avec Culture culte, un entretien de deux heures avec une personnalité sur les films, les livres, les musiques qui l'ont marqué, les samedis et les dimanches.
En 2019, il participe à la Saison 1 de Mask Singer, présentée par Camille Combal sur TF1. Sous le costume de l'Aigle, il termine à la 2e place derrière la Licorne (Laurence Boccolini) et dévoile son identité à la dernière émission.

#### Sur le web
En septembre 2006, Karl Zéro met en ligne une web télé, le Web2Zéro[source insuffisante], qui réunit un temps une communauté de « zéronautes » qui postaient quotidiennement toutes sortes de vidéos parodiques sur des thèmes touchant à divers sujets d'actualité, et proches du contenu éditorial du Vrai Journal. En 2006-2007, il anime également sur AOL l’émission Le Club du Net, rendez-vous politique hebdomadaire d’entretiens politiques durant la campagne présidentielle produit par Daisy d'Errata puis, à la mi-mars 2007, Le JT2Zero, un JT quotidien du net concernant l’actualité de la campagne présidentielle sur le net, produit par Havas Media et relayé par VSD.
En janvier 2008, il est nommé directeur du pôle média du groupe Rentabiliweb[réf. nécessaire].
En 2015, il lance sur Youtube sa propre chaîne, « Karl Zéro Absolu », afin de permettre à la jeune génération de découvrir les grandes heures de Nulle Part Ailleurs, du Zérorama et du Vrai Journal dont il a conservé toutes les archives. Karl Zéro y signe des éditos, et interroge également des personnalités comme Ziad Takieddine, Abd el Malik, Éric de Montgolfier, Disiz, Bonjour Tristesse (Matthieu Longatte).

#### Réalisateur

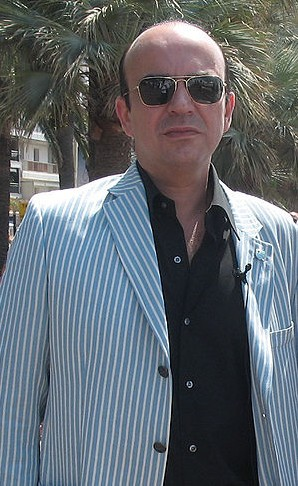
Karl Zéro au festival de Cannes 2007.

Le 31 mai 2006, Karl Zéro voit sortir en salles son film Dans la peau de Jacques Chirac, film décrit comme une « autobiographie non autorisée » du président de la République Jacques Chirac, avec la voix de l'imitateur Didier Gustin. Le film obtient le César du meilleur film documentaire en 2007.
En 2007, il réalise avec Michel Royer un nouveau film : Ségo et Sarko sont dans un bateau, qu’il vend d’abord en vidéo à la demande puis en DVD, supplément du magazine VSD du 21 mars, avant de demander le visa d'exploitation pour une sortie en salle le 4 avril. Ce type d’exploitation commerciale assure au film une diffusion multi-support dans un délai très court. Le film rencontre un vif succès en DVD et en VOD[réf. nécessaire].
La même année, il travaille avec Michel Royer à Being W, un long métrage de langue anglaise où le président américain George W. Bush, interprété par l’imitateur Jim Meskimen, raconte « sa » version de sa vie et la vérité sur « sa » vision du monde. Ce film, présenté au marché à Cannes 2008, est distribué au niveau mondial par Europacorp.
En avril 2008, il réalise avec Daisy d'Errata le film Starko ! la saison 1 qui relate, grâce à la voix de l’imitateur Michel Guidoni, la vie du président de la République Nicolas Sarkozy lors de la première année de son mandat. Il opte pour le même mode de distribution que pour le précédent film, couplé à VSD et en vente directe sur le net. Dans sa version anglaise, Sarkozy est interprété par Lambert Wilson.
En 2009, il monte la société La Mondiale de Production avec Pierre-Antoine Capton, appelée à être productrice de ses documentaires.
En janvier 2010, sort sur Arte En la piel de Fidel (Dans la peau de Fidel Castro), une biographie non autorisée de Fidel Castro co-réalisée avec Daisy d'Errata, et dont l'imitation de Castro est confiée à Eddy Calderon, imitateur célèbre dans la diaspora cubaine de Miami. En français, c'est Pierre Arditi qui campe le « Leader Maximo ».
Leur film suivant, Being Michael Jackson, long métrage en langue anglaise en coproduction avec Tarak Ben Ammar, est bloqué pour des problèmes de droits.
En 2012, le couple réalise pour la chaîne Arte Dans la peau de Vladimir Poutine, une autobiographie satirique. Il est diffusé le 28 février 2012, juste avant l'élection présidentielle russe de 2012.
La même année, le 23 mai à 22 h 40, est diffusée sur Canal+ une sorte de suite à Dans la peau de Jacques Chirac, intitulée Chirac rebat la Campagne. Une fois de plus, l'imitateur Didier Gustin prête sa voix à l'ancien président de la République, cette fois-ci pour commenter l'élection présidentielle de 2012.
Karl Zéro et Daisy d'Errata co-signeront ensuite Dans la peau de Kim Jong-un (2014) et Dans la peau d'Hillary Clinton (2016), toujours pour Arte.
En 2015, ils lancent également sur Arte une seconde collection documentaire intitulée L'Ombre au Tableau (Dark Side of the Stars en anglais) dont les premiers opus sont consacrés à Charles Trenet, Yves Montand (2016) et Claude François (2017).

#### 13erue et RMC Découverte
De septembre 2007 à juin 2016, Karl Zéro présente sur 13e rue l'émission d'investigation Les Faits Karl Zéro, consacrés à des faits divers non résolus : fichier de Zandvoort, affaire Maddie, affaire Colonna, affaire Leprince... En tout plus d'une centaine de documentaires de 52 minutes produits par Troisième Œil, un succès pour la chaîne « action-suspens » du câble qui a vu son audience tripler à cette occasion[réf. nécessaire]. Ces mêmes documentaires sont, à partir de 2013, co-produits et diffusés par RMC Découverte, dans Les Dossiers Karl Zéro, les lundis à 20 h 45. Tous ces documentaires sont disponibles sur sa chaîne YouTube, « Karl Zero Absolu ».
À partir de la saison 2009-2010, 13e rue lui ouvre également une case en prime time pour des enquêtes de 90 minutes : l'affaire Phil Spector, la mort de Tupac Shakur, les réseaux pédophiles présumés (affaire de Zandvoort), Oscar Pistorius, OJ Simpson, Joaquín Guzmán dit « El Chapo ».
En 2012, il produit et réalise avec Moi, Luka Magnotta, un docu-fiction-thriller co-réalisé avec Daisy d'Errata, où le « Dépeceur de Montréal » se raconte à la première personne. Un film vendu à l'international dans sa version anglaise par Upside Télévision.

#### BFM TV
De 2008 à 2010, Karl Zéro anime l'émission Karl Zéro Live sur BFM TV, à 22 h 10. Il y interviewe chaque soir une ou plusieurs personnalités sur le modèle du talk-show de Larry King sur CNN,.
En septembre 2009, son émission du lundi au vendredi de 20 h 35 à 21 h est précédée par Sarko Info : dans cette parodie de journal télévisé, il interviewe une personnalité après un journal télévisé commenté par le président de la République Nicolas Sarkozy, imité par Michel Guidoni. Dans cette émission, il travaille avec la même équipe que celle de Starko !, rejoint par Benjamin Oulahcene, Guy Birenbaum et Pascal Atenza, avec en dernier œil la validation de diffusion[réf. nécessaire] de Gwen Brot, Responsable du Marketing Antenne de BFMTV.
En septembre 2010, son émission satirique Sarko Info se poursuit dans une version plus longue de 8 minutes, avant de s'arrêter définitivement et symboliquement le 1er avril 2011.

#### Festival International du Film Culte de Trouville-sur-Mer
Du 16 au 19 juin 2016, Karl Zéro et Daisy d'Errata lancent la première édition du « Festival international du film culte ». Basé à Trouville-sur-Mer, ce festival permet au public de voter via son site web pour son film culte fétiche dans la catégorie Rétrospective.

#### Festival du film politique de Porto-Vecchio
En 2017, Karl Zéro, Jérôme Paoli, Daisy d'Errata et Anne Catherine Mendez créent le Festival du film politique de Porto-Vecchio, qui a lieu tous les ans, en octobre.

### Opinions et prises de position
Baptisé catholique à sa naissance, Karl Zéro a conseillé Mgr Lustiger pour le lancement de la chaîne KTO.
Il a déclaré un soutien à José Bové lors de la présidentielle de 2007, même s'il n'était « pas sûr de toutes ses solutions ».
En avril 2013, dans une tribune publiée dans Le Huffington Post, il déplore l'implication de sa belle-sœur Frigide Barjot au sein de La Manif pour tous et l'estime « manipulée par des extrémistes qui veulent « en finir » avec la République ».

#### Théorie du complot autour de prétendus réseaux pédocriminels
En avril 2021, Karl Zéro publie dans son magazine L'Envers des affaires une enquête complotiste d'Oli Porri Santoro, dans laquelle le pédocriminel et tueur en série Michel Fourniret est décrit sans preuves comme ayant agi sous les ordres de loges maçonniques lui commandant des petites filles. En mai 2021, Karl Zéro prétend sur Sud Radio que Fourniret aurait travaillé pour des personnes tierces, alors que rien dans l'enquête judiciaire sur Fourniret ne le démontre.
En mai 2021, sur CNews, il s'exprime à propos de l'affaire Maëlys en alléguant que le tueur pédocriminel Nordahl Lelandais ne serait pas pédophile et aurait agi pour une commande, alors que Lelandais est mis en examen pour des agressions sexuelles sur ses petites-cousines et qu'un grand nombre de traces de sites pédopornographiques ont été retrouvées dans son téléphone,. Invité dans Touche pas à mon poste !, il déclare probable que Nordahl Lelandais ait eu des complices, et prétend qu'un incendie ayant eu lieu dans un hangar de la gendarmerie de Grenoble avait pour objectif de faire disparaître des preuves, sans préciser lesquelles. Pour le procureur de Grenoble, ses propos « sont sans aucun fondement ». En octobre 2021, Karl Zéro rédige et publie une enquête sur Nordahl Lelandais dans son magazine.
En février 2023, il réagit à l'enquête visant Pierre Palmade pour possession de pédopornographie en prétendant, sans citer de sources, qu'un ministre et deux fils de célébrités auraient été présents au domicile de l'humoriste.
Il est le réalisateur du documentaire 1 sur 5, paru en octobre 2021, dans lequel il dénonce de prétendus réseaux pédocriminels, « sans que jamais le documentaire n’apporte réellement les preuves de leur existence ». Dans le même documentaire, afin de lutter contre les violences sexuelles sur les mineurs, il se prononce en faveur de la fin de la prescription et pour l'inversion de la charge de la preuve. Pour Arrêt sur images, le but de ce documentaire ainsi que du magazine L'Envers des affaires est de « prouver qu'il n'existe pas de tueurs solitaires, mais seulement des « réseaux pédocriminels » ».
Il anime également la chaîne YouTube Karl Zéro Absolu, dans laquelle il se met en scène dans des enquêtes sur la pédocriminalité. Pour Le Parisien, la rhétorique qu'il y emploie « rappelle celles des membres du mouvement conspirationniste QAnon ». 
Michel Malaussena, dans son livre L'empire des pires, revient sur la méthodologie journalistique de Karl Zéro sur les affaires de pédocriminalité, faisant état d'approximations et de sources peu fiables. Il cite en exemple une femme considérée comme une source sûre par Karl Zéro, qui avait affirmé avoir caché des photos « compromettantes dans une boite métallique » dans un jardin public en pleine ville dans un trou de plus d'un mètre de profondeur — qu'elle aurait creusé à l'aide d'un excavateur — mais sans avoir par la suite le souvenir de l'endroit où elle aurait enterré ces preuves. 

## Filmographie
En 1992, Karl Zéro réalise une fiction décalée, Le Tronc, où il joue en compagnie d’Albert Algoud, José Garcia et Lova Moor. Il apparaît en tant qu'acteur, en 1997, dans Le Jour et la Nuit, premier film de Bernard-Henri Lévy, qui est violemment hué lors du Festival de Berlin. Par la suite, Karl Zéro s'occupe essentiellement de la réalisation de documentaires sur la politique.

### Réalisateur
- 1993 : Le Tronc
- 2005 : Dans la peau de Jacques Chirac
- 2007 : Ségo et Sarko sont dans un bateau
- 2008 : Being W - Dans la peau de George Bush
- 2008 : Starko ! Un an dans la peau de Sarko
- 2010 : Dans la peau de Fidel Castro
- 2012 : Dans la peau de Vladimir Poutine
- 2012 : Chirac rebat la Campagne
- 2013 : Moi, Luka Magnotta
- 2014 : Dans la peau de Kim Jong-un
- 2015 : Charles Trenet, l'ombre au tableau
- 2016 : Yves Montand, l'ombre au tableau
- 2016 : Dans la Peau d'Hillary Clinton
- 2018 : Kadyrov, Ubu dictateur de Tchétchénie
- 2019 : Alain Delon, l'ombre au tableau
- 2021 : 1 sur 5, le film - La pédocriminalité en France

### Acteur
- 1993 : Le Tronc, de Karl Zéro : Marguerite Duras / Jean-Luc Godard
- 1995 : Cinématon, de Gérard Courant : lui-même
- 1997 : Le Jour et la Nuit, de Bernard Henri-Lévy : Filippi
- 1998 : Pas vu pas pris, de Pierre Carles : lui-même
- 2000 : Les Misérables, de Josée Dayan : le procureur de la cour d'Arras
- 2003 : Le Furet, de Jean-Pierre Mocky : Tino
- 2004 : Les Dalton, de Philippe Haïm : le récitant des News For West (voix)
- 2004 : Le Plaisir à 20 ans[49], de Yannick Perrin : lui-même (version télé uniquement)[50]

### Producteur
- 2005 : Dans la peau de Jacques Chirac
- 2007 : Ségo et Sarko sont dans un bateau
- 2008 : Being W - Dans la peau de George Bush
- 2013 : Moi, Luka Magnotta
- 2014 : Dans la peau de Kim Jong-un
- 2015 : Charles Trenet, l'ombre au tableau
- 2016 : Yves Montand, l'ombre au tableau
- 2016 : Dans la Peau d'Hillary Clinton

## Publications
- Que sais-je ? Rien, Le Seuil, 1989.
- Zéro partout, Albin Michel, 1990.
- Le Tronc, le roman, avec Raoul Rabut, Albin Michel, 1993.
- Lettres piégées, avec Albert Algoud, Hors Collection, 1995.
- Nique ton maire, avec Christophe Bertin, Michel Lafon, 1996.
- Farce nationale, Le Rocher, 1998. Recueil de pastiches littéraires visant, sans le nommer, Jean-Marie Le Pen[51].
- Ils ont osé le dire à Karl Zéro, Albin Michel, 2000.
- Dans la peau de Luka Magnotta. Histoire d'un web-killer, Fayard, 2013.  (ISBN 9782213672274) [présentation en ligne]
- Disparues. Que sont-elles devenues ?, collection « Témoignages & documents », Éditions de l'Archipel, 2014.  (ISBN 9782809813883)
- Coupable ? Non coupable !, Archipoche, 2016, 250 p.  (ISBN 2352878497 et 978-2352878490)
- Étouffées : Quand la justice enterre les affaires, Éditions de l'Archipel, 2016, 320 p.  (ISBN 2809817960 et 978-2809817966)
- Si j'étais…, Le Rocher, 2017.  (ISBN 978-2-268-09061-0). Recueil de chroniques diffusées sur Franceinfo.
- 1 sur 5, manifeste contre la pédocriminalité en France, éditions Télémaque, 2020.

## Discographie
Karl Zéro est l’auteur de trois albums :
- Songs for cabriolets and otros tipos de vehiculos (Naïve, 2000).
  - Neuf chansons ont été utilisées pour l’épisode 13 de la saison 9 de X-Files, intitulé Improbable, notamment El Bodeguero, en duo avec Henri Salvador.
  - Le single Inouis, en duo avec Daisy d'Errata, est sorti[Quand ?] dans une version en chinois mandarin à Taïwan, où il sera no 1.[réf. nécessaire]
- Hi-Fi Calypso (Naïve, 2003), avec The Wailers. Le premier pressage inclut un DVD relatant l’enregistrement de l’album.
- Songs for moonlight swim and otros tipos de ocupaciones (Frémeaux & Associés, 2017), avec El Rafael y su Conjunto Atractivo. Une édition deluxe inclut un 2e CD présentant les versions instrumentales.